# Saint-Martin-de-Bréthencourt
Saint-Martin-de-Bréthencourt és un municipi francès, situat al departament d'Yvelines i a la regió de Illa de França. L'any 2007 tenia 598 habitants.
Forma part del cantó de Rambouillet, del districte de Rambouillet i de la Comunitat d'aglomeració Rambouillet Territoires.

## Demografia

### Població
El 2007 la població de fet de Saint-Martin-de-Bréthencourt era de 598 persones. Hi havia 209 famílies, de les quals 36 eren unipersonals (8 homes vivint sols i 28 dones vivint soles), 52 parelles sense fills, 97 parelles amb fills i 24 famílies monoparentals amb fills.
La població ha evolucionat segons el següent gràfic:
Habitants censats

### Habitatges
El 2007 hi havia 258 habitatges, 217 eren l'habitatge principal de la família, 30 eren segones residències i 11 estaven desocupats. 247 eren cases i 11 eren apartaments. Dels 217 habitatges principals, 179 estaven ocupats pels seus propietaris, 28 estaven llogats i ocupats pels llogaters i 9 estaven cedits a títol gratuït; 5 tenien dues cambres, 33 en tenien tres, 36 en tenien quatre i 142 en tenien cinc o més. 184 habitatges disposaven pel capbaix d'una plaça de pàrquing. A 79 habitatges hi havia un automòbil i a 125 n'hi havia dos o més.

### Piràmide de població
La piràmide de població per edats i sexe el 2009 era:
| Homes | Edats   | Dones |
| ----- | ------- | ----- |
| 0     | 95 o +  | 0     |
| 0     | 90 a 94 | 0     |
| 0     | 85 a 89 | 4     |
| 4     | 80 a 84 | 0     |
| 8     | 75 a 79 | 8     |
| 8     | 70 a 74 | 12    |
| 0     | 65 a 69 | 12    |
| 16    | 60 a 64 | 12    |
| 8     | 55 a 59 | 8     |
| 32    | 50 a 54 | 12    |
| 40    | 45 a 49 | 44    |
| 16    | 40 a 44 | 28    |
| 12    | 35 a 39 | 20    |
| 16    | 30 a 34 | 8     |
| 16    | 25 a 29 | 8     |
| 32    | 20 a 24 | 8     |
| 44    | 15 a 19 | 37    |
| 16    | 10 a 14 | 20    |
| 12    | 5 a 9   | 16    |
| 4     | 0 a 4   | 16    |

## Economia
El 2007 la població en edat de treballar era de 388 persones, 300 eren actives i 88 eren inactives. De les 300 persones actives 271 estaven ocupades (144 homes i 127 dones) i 29 estaven aturades (13 homes i 16 dones). De les 88 persones inactives 19 estaven jubilades, 46 estaven estudiant i 23 estaven classificades com a «altres inactius».

### Ingressos
El 2009 a Saint-Martin-de-Bréthencourt hi havia 234 unitats fiscals que integraven 678,5 persones, la mediana anual d'ingressos fiscals per persona era de 25.256 €.

### Activitats econòmiques
Dels 20 establiments que hi havia el 2007, 1 era d'una empresa extractiva, 2 d'empreses de construcció, 3 d'empreses de comerç i reparació d'automòbils, 3 d'empreses de transport, 2 d'empreses d'hostatgeria i restauració, 2 d'empreses d'informació i comunicació, 3 d'empreses de serveis, 2 d'entitats de l'administració pública i 2 d'empreses classificades com a «altres activitats de serveis».
Dels 3 establiments de servei als particulars que hi havia el 2009, 1 era un paleta, 1 electricista i 1 restaurant.
L'any 2000 a Saint-Martin-de-Bréthencourt hi havia 14 explotacions agrícoles.

## Equipaments sanitaris i escolars
El 2009 hi havia una escola elemental.

## Poblacions més properes
El següent diagrama mostra les poblacions més properes.